# A Good Girl’s Guide to Murder (Fernsehserie)
A Good Girl’s Guide to Murder (englisch etwa: Ein Mord-Leitfaden für brave Mädchen) ist eine britische Krimi-Fernsehserie. Sie basiert auf dem gleichnamigen Roman von Holly Jackson aus dem Jahr 2019, der der erste Teil einer Trilogie ist.
Die Koproduktion von BBC, ZDFneo und Netflix wurde in Deutschland zunächst in der ZDFmediathek, ab dem 8. September 2024 im linearen Fernsehen ausgestrahlt. Die Hauptfigur Pippa wird von Emma Myers gespielt, bekannt aus Wednesday.
Die Serie wurde in Axbridge gedreht.

## Handlung
In einer Kleinstadt im Südwesten Englands recherchiert die 17-jährige Pip Fitz-Amobi für ein Schulprojekt in einem fünf Jahre alten Mordfall, in dem die Leiche nie gefunden wurde.

## Besetzung und Synchronisation
Die deutschsprachige Synchronisation wurde von der Synchronfirma Studio Hamburg Synchron in Hamburg erstellt. Verantwortlich für die Dialogbücher und die Dialogregie war Manuela Eifrig.

### Hauptbesetzung
| Rolle                  | Schauspieler         | Folgen    | Synchronsprecher  |
| ---------------------- | -------------------- | --------- | ----------------- |
| Pip „Pippa“ Fitz-Amobi | Emma Myers           | 1–6       | Malin Steffen     |
| Ravi Singh             | Zain Iqbal           | 1–6       | Flemming Stein    |
| Cara Ward              | Asha Banks           | 1–6       | Kaya Malin Kröger |
| Zach Chen              | Raiko Gohara         | 1–6       | Jan Küch          |
| Connor Reynolds        | Jude Morgan-Collie   | 1–6       | Janek Schächter   |
| Lauren Gibson          | Yali Topol Margalith | 1–6       | Franziska Kramer  |
| Naomi Ward             | Yasmin Al-Khudhairi  | 1–6       | Laura Pfister     |
| Max Hastings           | Henry Ashton         | 1–6       | Jesse Grimm       |
| Becca Bell             | Carla Woodcock       | 1, 3–4, 6 | Manuela Eifrig    |
| Elliot Ward            | Mathew Baynton       | 1–6       | Robert Kotulla    |
| Victor Amobi           | Gary Beadle          | 1–6       | Samuel Zekarias   |
| Leanne Fitz-Amobi      | Anna Maxwell Martin  | 1–6       | Jennifer Böttcher |

### Nebenbesetzung
| Rolle                 | Schauspieler        | Folgen  | Synchronsprecher |
| --------------------- | ------------------- | ------- | ---------------- |
| Salil Singh           | Rahul Pattni        | 1–4, 6  | Heiner Kock      |
| Andie Bell            | India Lillie Davies | 1–2, 6  | Amanda Agbleke   |
| Daniel „Dan“ Da Silva | Jackson Bews        | 1–6     | Nils Rieke       |
| Josh Amobi            | Kamari Loyd         | 1–5     | Vito Riegel      |
| Pippa (jung)          | Kitty Anderson      | 1, 4, 6 | Fenja Wrage      |
| Jason Bell            | Matthew Chambers    | 1, 4, 6 | Christian Rudolf |
| Ruby Foxcroft         | Orla Hill           | 2–4     | Anika Lamade     |

## Episodenliste
| Nr. (ges.) | Nr. (St.) | Deutscher Titel             | Originaltitel | Erstveröffentlichung UK | Deutschsprachige Erstveröffentlichung (D) | Regie       | Drehbuch                     |
| ---------- | --------- | --------------------------- | ------------- | ----------------------- | ----------------------------------------- | ----------- | ---------------------------- |
| 1          | 1         | Schulprojekt: Mord          | Episode 1     | 1. Juli 2024            | 30. Aug. 2024                             | Dolly Wells | Poppy Cogan                  |
| 2          | 2         | Hör auf zu graben, Pippa    | Episode 2     | 1. Juli 2024            | 30. Aug. 2024                             | Dolly Wells | Poppy Cogan                  |
| 3          | 3         | Codewort: Marshmallow       | Episode 3     | 1. Juli 2024            | 30. Aug. 2024                             | Dolly Wells | Ruby Thomas                  |
| 4          | 4         | Wer war Andie Bell?         | Episode 4     | 1. Juli 2024            | 30. Aug. 2024                             | Tom Vaughan | Zia Ahmed & Poppy Cogan      |
| 5          | 5         | Eine unglaublich dumme Idee | Episode 5     | 1. Juli 2024            | 30. Aug. 2024                             | Tom Vaughan | Poppy Cogan & Ajoke Ibironke |
| 6          | 6         | Wie man einen Mord aufklärt | Episode 6     | 1. Juli 2024            | 30. Aug. 2024                             | Tom Vaughan | Poppy Cogan                  |

## Rezeption
Auf Rotten Tomatoes erhielt die Serie einen Zustimmungswert von 84 Prozent, auf Metacritic einen von 69 Prozent.
Vielfach wurde die Schauspielleistung von Myers gewürdigt. Die Süddeutsche Zeitung lobt auch den Charakter von Pip. Allerdings wird dieser und die Geschichte auch als zu klischeehaft und wenig spannend kritisiert.
Die FAZ und Taz stellen fest, dass die Serie ein jüngeres Publikum anvisiere.